# PB-276

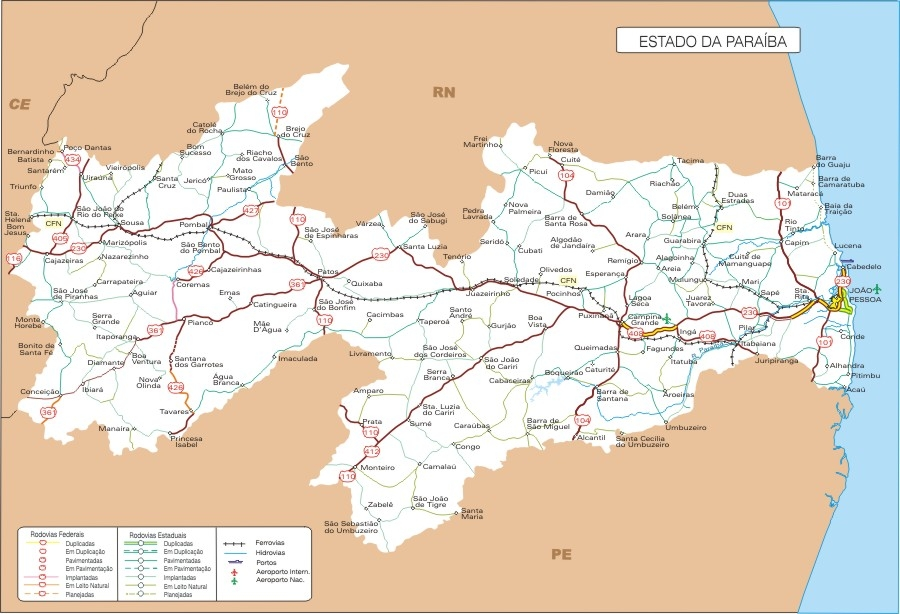
Mapa Rodoviário da Paraíba

A PB-276 é uma rodovia brasileira do estado da Paraíba.
Foi inaugurada em 6 de fevereiro de 2015 pelo governador Ricardo Coutinho, através do Programa Caminhos da Paraíba. Com 20,5 km de extensão, a obra custou 14,3 milhões de reais, ligando os municípios de São José do Bonfim à Mãe d'Água, cortando a Serra de Teixeira.